# South American Cup i alpin skidåkning 2018
South American Cup i alpin skidåkning 2018 är 2018 års upplaga av South American Cup. Den inleddes i argentinska Cerro Catedral den 14 augusti 2018 och avslutades den 20 september 2018 i argentinska Cerro Castor.
Regerande vinnare från föregående säsong är Noelle Barahona, Chile och Marko Vukicevic, Serbien.

## Beskrivning
| DH | Störtlopp                           |
| SG | Super-G                             |
| GS | Storslalom                          |
| SL | Slalom                              |
| P  | Parallellstorslalom/Parallellslalom |
| CE | Stadsevenemang                      |
| AK | Alpin kombination                   |
| LT | Lagtävling                          |

## Tävlingsschema och resultat

### Herrar
| Datum             | Plats          | Disciplin | Etta                           | Tvåa                           | Trea                               | Detaljer                          |
| ----------------- | -------------- | --------- | ------------------------------ | ------------------------------ | ---------------------------------- | --------------------------------- |
| 14 augusti 2018   | Cerro Catedral | SL        | Tomas Birkner de Miguel        | Victor Giraud                  | Enzo Cenerelli                     | Resultat                          |
| 15 augusti 2018   | Cerro Catedral | GS        | Vito Cottineau                 | Andres Figueroa                | Felipe van Ditmar                  | Resultat                          |
| 17 augusti 2018   | Cerro Catedral | SL        | Inställd                       | Inställd                       | Inställd                           |                                   |
| 25 augusti 2018   | Las Lenas      | SL        | Enrique Evia Y Roca            | Cristian Javier Simiri Birkner | Diego Holscher                     | Resultat                          |
| 26 augusti 2018   | Las Lenas      | GS        | Diego Holscher                 | Cristian Javier Simiri Birkner | Andres Figueroa                    | Resultat                          |
| 27 augusti 2018   | Las Lenas      | GS        | Cristian Javier Simiri Birkner | Sven von Appen                 | Diego Holscher                     | Ersätter Cerro Catedral. Resultat |
| 28 augusti 2018   | Las Lenas      | GS        | Sven von Appen                 | Enric Parellada                | Diego Holscher                     | Resultat                          |
| 1 september 2018  | El Colorado    | GS        | Rasmus Windingstad             | Henrik Røa                     | Ondrej Berndt                      | Resultat                          |
| 2 september 2018  | La Parva       | SL        | Dominik Schwaiger              | Blaise Giezendanner            | Marko Vukicevic                    | Resultat                          |
| 4 september 2018  | La Parva       | DH        | Klemen Kosi                    | Dominik Schwaiger              | Josef Ferstl                       | Resultat                          |
| 5 september 2018  | La Parva       | SG        | Andreas Sander                 | Thomas Dressen                 | Johan Clarey                       | Ersätter Las Lenas. Resultat      |
| 5 september 2018  | La Parva       | SG        | Johan Clarey                   | Brice Roger                    | Klemen Kosi                        | Resultat                          |
| 10 september 2018 | El Colorado    | AK        | Inställd                       | Inställd                       | Inställd                           |                                   |
| 11 september 2018 | El Colorado    | AK        | Inställd                       | Inställd                       | Inställd                           |                                   |
| 11 september 2018 | El Colorado    | SG        | Manuel Schmid                  | Marko Vukicevic                | Miha Hrobat                        | Resultat                          |
| 12 september 2018 | El Colorado    | DH        | Inställd                       | Inställd                       | Inställd                           |                                   |
| 12 september 2018 | El Colorado    | SG        | Klemen Kosi                    | Miha Hrobat                    | Henrik von Appen / Marko Vukicevic | Resultat                          |
| 13 september 2018 | El Colorado    | DH        | Inställd                       | Inställd                       | Inställd                           |                                   |
| 17 september 2018 | Cerro Castor   | SL        | Jean-Baptiste Grange           | Fabian Bacher                  | Federico Liberatore                | Resultat                          |
| 18 september 2018 | Cerro Castor   | SL        | Simon Maurberger               | Hans Vaccari                   | Alex Vinatzer                      | Resultat                          |
| 19 september 2018 | Cerro Castor   | GS        | Pavel Trikhicev                | Alex Vinatzer                  | Remy Falgoux                       | Resultat                          |
| 20 september 2018 | Cerro Castor   | GS        | Pavel Trikhicev                | Federico Liberatore            | Victor Guillot                     | Resultat                          |

### Damer
| Datum             | Plats          | Disciplin | Etta                      | Tvåa                      | Trea                      | Detaljer                          |
| ----------------- | -------------- | --------- | ------------------------- | ------------------------- | ------------------------- | --------------------------------- |
| 14 augusti 2018   | Cerro Catedral | SL        | Francesca Baruzzi Farriol | Macerna Simiri Birkner    | Mialitiana Clerc          | Resultat                          |
| 15 augusti 2018   | Cerro Catedral | GS        | Carolina Blaquier         | Nicol Gastaldi            | Andrea Ellenberger        | Resultat                          |
| 17 augusti 2018   | Cerro Catedral | SL        | Inställd                  | Inställd                  | Inställd                  |                                   |
| 25 augusti 2018   | Las Lenas      | SL        | Francesca Baruzzi Farriol | Macerna Simiri Birkner    | Mialitiana Clerc          | Resultat                          |
| 26 augusti 2018   | Las Lenas      | GS        | Francesca Baruzzi Farriol | Andrea Ellenberger        | Mialitiana Clerc          | Resultat                          |
| 27 augusti 2018   | Las Lenas      | GS        | Andrea Ellenberger        | Nicol Gastaldi            | Mialitiana Clerc          | Ersätter Cerro Catedral. Resultat |
| 28 augusti 2018   | Las Lenas      | GS        | Andrea Ellenberger        | Francesca Baruzzi Farriol | Nicol Gastaldi            | Resultat                          |
| 1 september 2018  | El Colorado    | GS        | Kajsa Vickhoff Lie        | Candace Crawford          | Maren Skjøld              | Resultat                          |
| 2 september 2018  | La Parva       | SL        | Kristin Lysdahl           | Mina Fürst Holtmann       | Kristin Gjelsten Haugen   | Resultat                          |
| 4 september 2018  | La Parva       | DH        | Aleksandra Prokopyeva     | Greta Small               | Macerna Simiri Birkner    | Resultat                          |
| 4 september 2018  | La Parva       | DH        | Aleksandra Prokopyeva     | Greta Small               | Cande Moreno Becerra      | Ersätter Las Lenas. Resultat      |
| 5 september 2018  | La Parva       | SG        | Aleksandra Prokopyeva     | Macerna Simiri Birkner    | Julie Perrier             | Ersätter Las Lenas. Resultat      |
| 5 september 2018  | La Parva       | SG        | Aleksandra Prokopyeva     | Carmina Pallas            | Francesca Baruzzi Farriol | Resultat                          |
| 10 september 2018 | El Colorado    | AK        | Inställd                  | Inställd                  | Inställd                  |                                   |
| 11 september 2018 | El Colorado    | AK        | Inställd                  | Inställd                  | Inställd                  |                                   |
| 11 september 2018 | El Colorado    | SG        | Ilka Stuhec               | Valentine Macheret        | Anna Hofer                | Resultat                          |
| 12 september 2018 | El Colorado    | DH        | Inställd                  | Inställd                  | Inställd                  |                                   |
| 12 september 2018 | El Colorado    | SG        | Cande Moreno Becerra      | Valentine Macheret        | Anna Hofer                | Resultat                          |
| 13 september 2018 | El Colorado    | DH        | Inställd                  | Inställd                  | Inställd                  |                                   |
| 17 september 2018 | Cerro Castor   | SL        | Mireia Gutierrez          | Doriane Escane            | Clara Direz               | Resultat                          |
| 18 september 2018 | Cerro Castor   | SL        | Mireia Gutierrez          | Doriane Escane            | Macerna Simiri Birkner    | Resultat                          |
| 19 september 2018 | Cerro Castor   | GS        | Tessa Worley              | Taina Barioz              | Andrea Ellenberger        | Resultat                          |
| 20 september 2018 | Cerro Castor   | GS        | Andrea Ellenberger        | Romane Miradoli           | Nuria Pau                 | Resultat                          |